# Shetlandpony
Das Shetlandpony kommt ursprünglich von den Shetlandinseln. Die Tiere wurden während der industriellen Revolution auf das britische Festland gebracht und dort im Bergbau unter Tage als Grubenponys eingesetzt. Heute erfreuen sich die robusten Ponys als erste Reitpferde für Kinder sowie als kräftige und ausdauernde Fahrpferde großer Beliebtheit.
Hintergrundinformationen zur Pferdebewertung und -zucht finden sich unter: Exterieur, Interieur und Pferdezucht.

## Exterieur
Das Shetlandpony hat einen verhältnismäßig großen Kopf mit breiter Stirn, fast quadratischem Maul, großen Nüstern und kleinen Ohren auf einem kräftigen Hals. Die Beine sind kurz und kräftig, mit klaren Gelenken und harten Hufen. Es besitzt häufig einen dichten Schweif, ebenfalls oft eine dichte Mähne mit einem dichten Schopf, zudem hat es im Winter ein dichtes Fell und einen leichten Behang an Fesseln und Unterkiefer. Das Shetlandpony soll maximal 107 cm groß werden, das Minishetlandpony lediglich 87 cm. Abzeichen sind selten. Alle Farben außer Tigerschecken sind zugelassen. 

## Interieur
Im Verhältnis zu ihrer Körpergröße gehören Shetlandponys zu den kräftigsten Pferden überhaupt, ein trainiertes Shetlandpony kann  das Doppelte seines Gewichtes ziehen. In der Regel können Shetlandponys bis zu 60 kg tragen. Sie kamen früher in der Landwirtschaft, nach Abschaffung der Kinderarbeit vor allem in Großbritannien auch als Grubenpferde im Bergbau zum Einsatz, wo sie noch in den 30er Jahren anzutreffen waren. Heute sind diese Ponys als Reitponys für Kinder oder auch als ausdauernde und kräftige Zugpferde und im Zirkus häufig anzutreffen. Shetlandponys sind genügsam und sehr robust, sie gelten als intelligent und langlebig. Sie sind spätreif und ihre Lebenserwartung liegt oft bei ca. 40 Jahren.

## Zuchtgeschichte

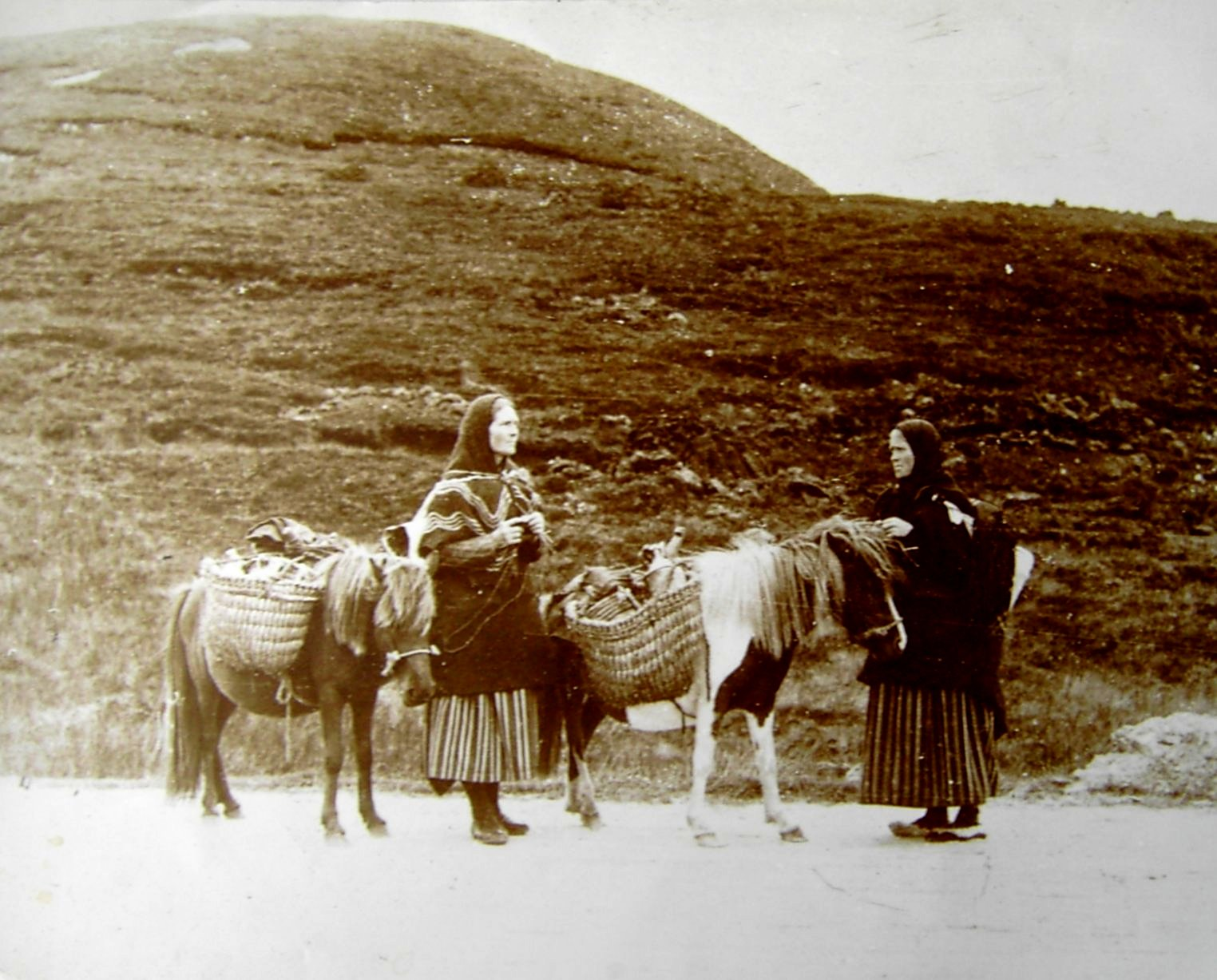
Zwei Frauen von den Shetlandinseln mit ihren Packponys, etwa 1900

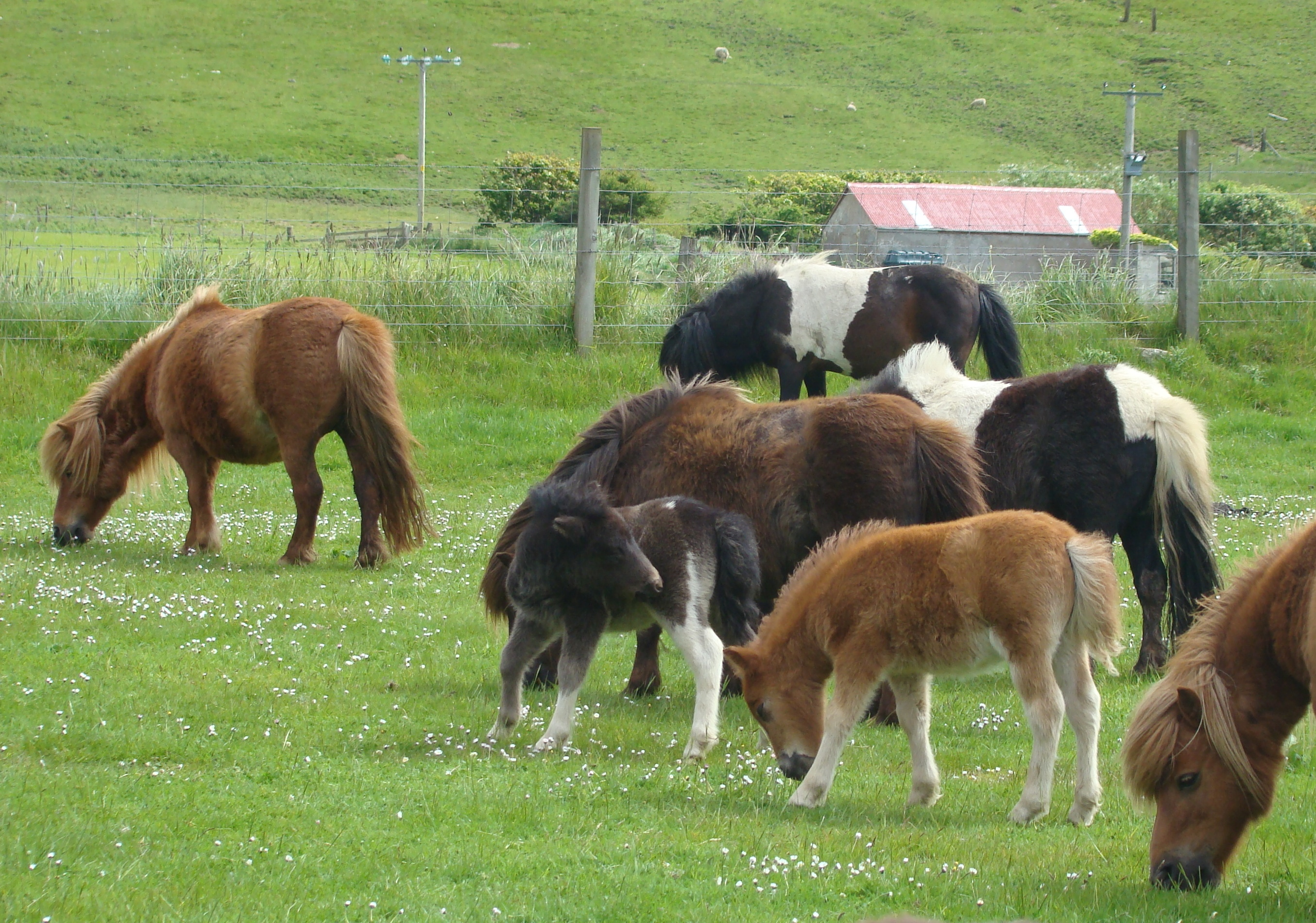
Shetlandponys, Stuten mit ihren Fohlen auf einem Gestüt auf den Shetlandinseln

Das Shetlandpony stammt von der Inselgruppe der Shetlandinseln. Die Inseln haben ein extrem maritim geprägtes feuchtes Klima mit für die geografische Breite vergleichsweise milden Wintern und kühlen Sommern. Starkregenfälle, Stürme und Nebel sind allerdings sehr häufig. Infolge der ungünstigen Klima- und Bodenverhältnisse fand auf den Inseln eine Auslese statt, die zu kleinen widerstandsfähigen Ponys führte. In der Eiszeit waren die Inseln wegen des damals etwa 100 m niedrigeren Meeresspiegels untereinander verbunden, hatten jedoch keine Verbindung zum Festland. Deshalb sind von den Shetlands auch keine Wildpferdfunde bekannt. Urzeitliche Menschen siedelten sich aus demselben Grund nicht an. Seit der Steinzeit sind die Shetlandinseln bewohnt. Die ersten Pferde wurden vermutlich von den Picten eingeführt, die seit etwa 500 vor Christus nach Schottland kamen. Diese Pferde waren nach Abbildungen aus jener Zeit sehr unterschiedlich, teilweise größer als das Shetlandpony und wurden häufig im Tölt abgebildet.
In der Altsteinzeit waren in Nordostschottland (Caithness) Wildpferde vom Shetlandponytyp weit verbreitet. Zur Zeit der römischen Besetzung (1.–4. Jahrhundert nach Chr.) war ein im Typ des Shetlandponys stehendes Zwergpferd in Schottland weit verbreitet. Sehr wahrscheinlich stammen die Shetlandponys von diesen Schottischen Zwergpferden ab. Jedenfalls ist nachgewiesen, dass schon in vornormannischer Zeit Pferde auf den Shetlandinseln vorhanden waren. Ponys aus der Früheisenzeit waren unter 102 cm groß. Als die norwegisch/dänischen Normannen die Shetlandinseln zwischen dem 8. und 11. Jahrhundert eroberten, brachten sie auch größere Pferde aus ihrer Heimat mit, deren Einfluss im modernen Shetlandpony aber nicht mehr zu erkennen ist. Die damaligen Ponys waren teilweise über 112 cm groß.
Im Mittelalter waren die Shetlandponys unter dem Begriff Sheltties bekannt. Etwa 1700 waren sie 91–102 cm groß, die kleinsten lebten auf den nördlichen Inseln Yell und Unst. Eine Bedeutung außerhalb der Inselgruppe hatten diese Ponys zunächst nicht. Erst in der Mitte des 19. Jahrhunderts wurden sie wegen ihrer geringen Größe als Grubenpferde eingesetzt. Die Preise stiegen deshalb zwischen 1840 und 1890 von 5 £ auf 35 £.
Bis etwa 1950 ist die Shetlandponyzucht frei von fremden Bluteinflüssen geblieben. Da die größeren Ponys sich besser verkaufen ließen, verblieben die kleineren Ponys als Zuchtbasis auf der Insel. Das führte dazu, dass die Ponys 1940 kleiner waren, als sie 1910 gewesen waren. Um 1950 herum wurden deshalb mehrere größere Pferde eingeführt, um diesem Trend entgegenzuwirken. Die Nachzucht ging meist ein, da ihre Konstitution nicht hart genug für das Klima war. Ausnahmen von dieser Regel sind der Sumburgh-Stamm und der Fetlar-Stamm. Auf der Halbinsel Sumburgh, die zur Hauptinsel Mainland gehört, entstand durch die Einkreuzung von Norwegischen Fjordpferden der Sumburgh-Stamm mit einer Widerristhöhe von etwa 130 cm. Der elegantere und schnellere Fetlar-Stamm der Insel Fetlar mit einer Widerristhöhe von etwa 125 cm entstand dadurch, dass ein Mustanghengst und ein Araber erfolgreich eingekreuzt wurden.
Lord Londonderry begann 1870 auf dem Gestüt Bressay den ursprünglichen Typ des Shetlandponys planmäßig weiterzuzüchten. Sein Gestüt wurde 1899 aufgelöst, die Tiere blieben aber der Shetlandponyzucht erhalten. Ponys aus dieser Zucht bildeten die Grundlage zahlreicher Reinzuchten außerhalb der Shetlandinseln.
Das Stutbuch der Shetland Pony Stud Book Society wurde 1890 begründet und 1971 geschlossen, seitdem wird in Reinzucht weitergezüchtet.

## Verwandte Rassen

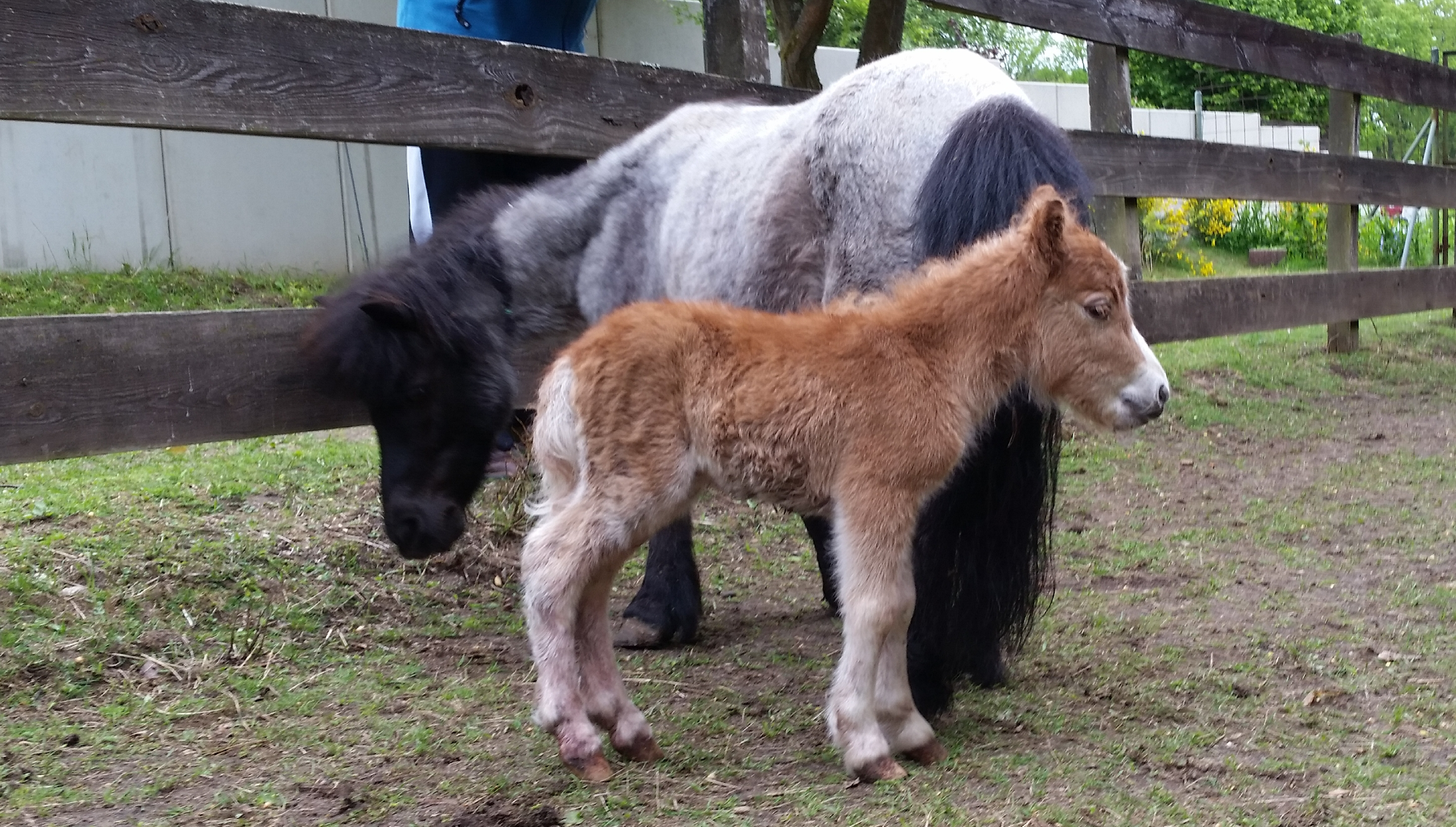
Minishetlandpony mit Fohlen

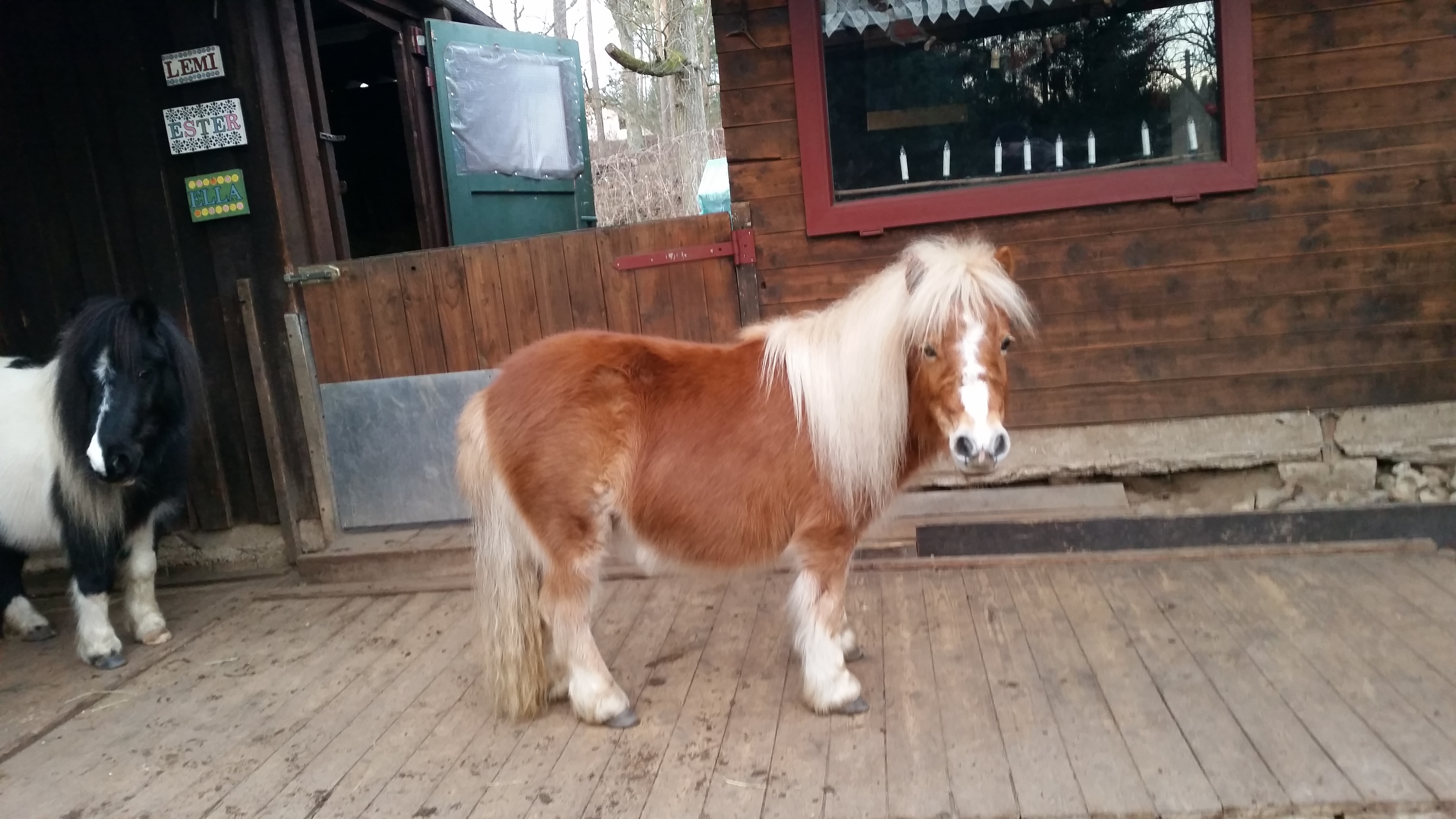
Dasselbe Fohlen ein Jahr später

- Shetlandponys haben wegen ihrer geringen Größe die Miniaturpferderassen deutlich beeinflusst, so das Falabella (bis 76 cm) und das American Miniature Horse (bis 86,5 cm).
- Das American Shetland Pony stammt von Shetlandponys von den Shetlandinseln, die ab dem 19. Jahrhundert in die USA importiert wurden. Daraus züchtete man ein eleganteres Reit-, Show- und Fahrpony. 1888 entstand die Rasse offiziell. Das erste Stutbuch erschien 1891.
- Das Deutsche Classic-Pony ist eine Rasse, die sich über den Gründerhengst „Jiggs“ vom „American Classic-Shetland“ ableitet.
- Da im englischen Mutterstutbuch keine Tigerschecken und keine Shetlandponys im sportlichen Typ zugelassen sind, wurde 1999 die eigene Rasse Deutsches Partbred-Shetlandpony gegründet. Zur Zucht sind folgende Rassen zugelassen: Shetlandpony, Nederlands Mini Paarden, Nederlands Appaloosa Pony (Mini-Appaloosa) und British Spotted Pony.
- Das Nederlands Appaloosa Pony (Mini-Appaloosa) ist nur in den Niederlanden eine eigene, anerkannte Rasse mit eigenem Stutbuch. In den restlichen Ländern werden die Tiere mit in den Zuchtbüchern des Deutschen Classic Ponys und des Deutschen Partbred-Shetlandponys geführt. Mini-Appaloosas sind nicht so stämmig wie Original-Shetlandponys, da teilweise Falabellas eingekreuzt wurden. Nur Tigerschecken können im „Nederlandse Appaloosa stamboek“ in das Hauptregister eingetragen werden. Einfarbige Ponys können lediglich in das Registerstammbuch des Verbandes eingetragen werden.
- Das Nederlands Mini Paarden ist ebenfalls eine vom Shetlandpony abstammende Rasse aus den Niederlanden. Es gibt zwei Zuchtrichtungen. Bei der einen Zuchtrichtung handelt es sich letztlich um reinrassige Originalshetlandponys. Bei der anderen sind auch verschiedene andere ähnliche Ponyrassen als Elterntiere zugelassen.

### Minishetlandpony
Das Minishetlandpony unterscheidet sich vom Shetlandpony nur im Stockmaß: Es hat eine Höhe von maximal 87 Zentimetern. Es ist meist gedrungen, aber auch elegant von Statur und kommt in allen Farben vor.

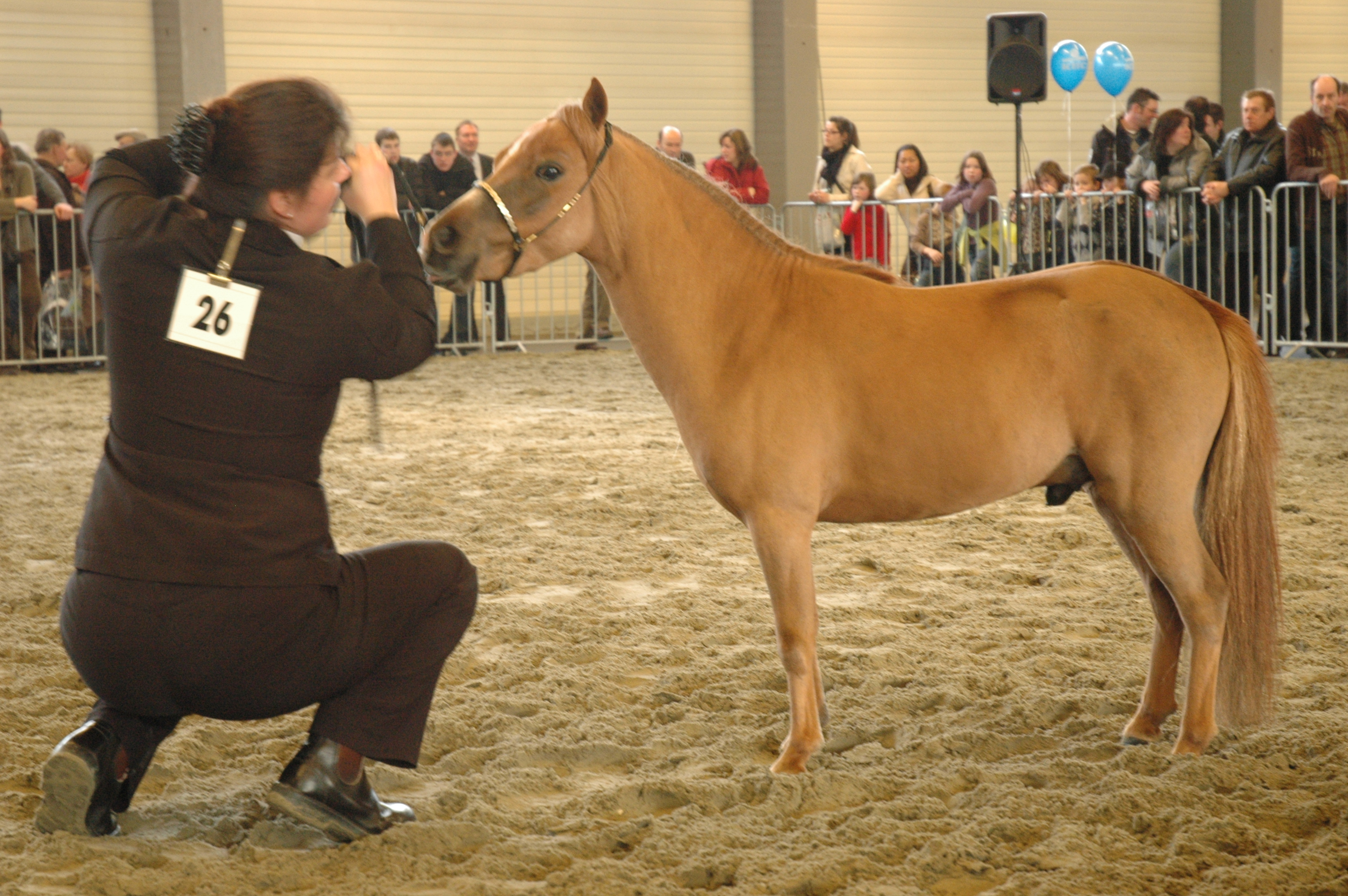
Nederlands Mini Paarden
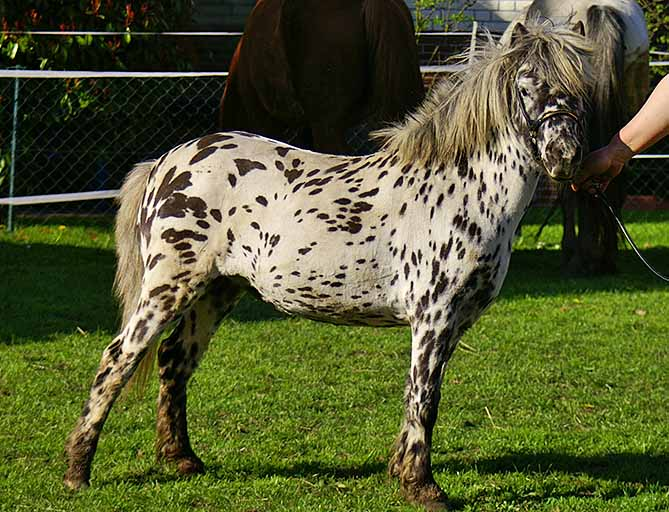
Nederlands Appaloosa Pony
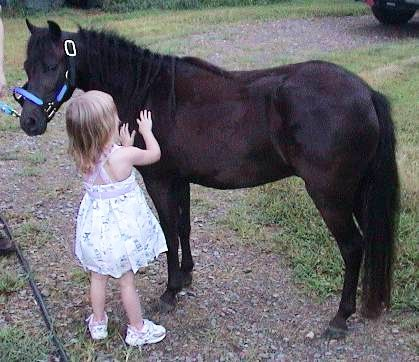
American Shetland Pony
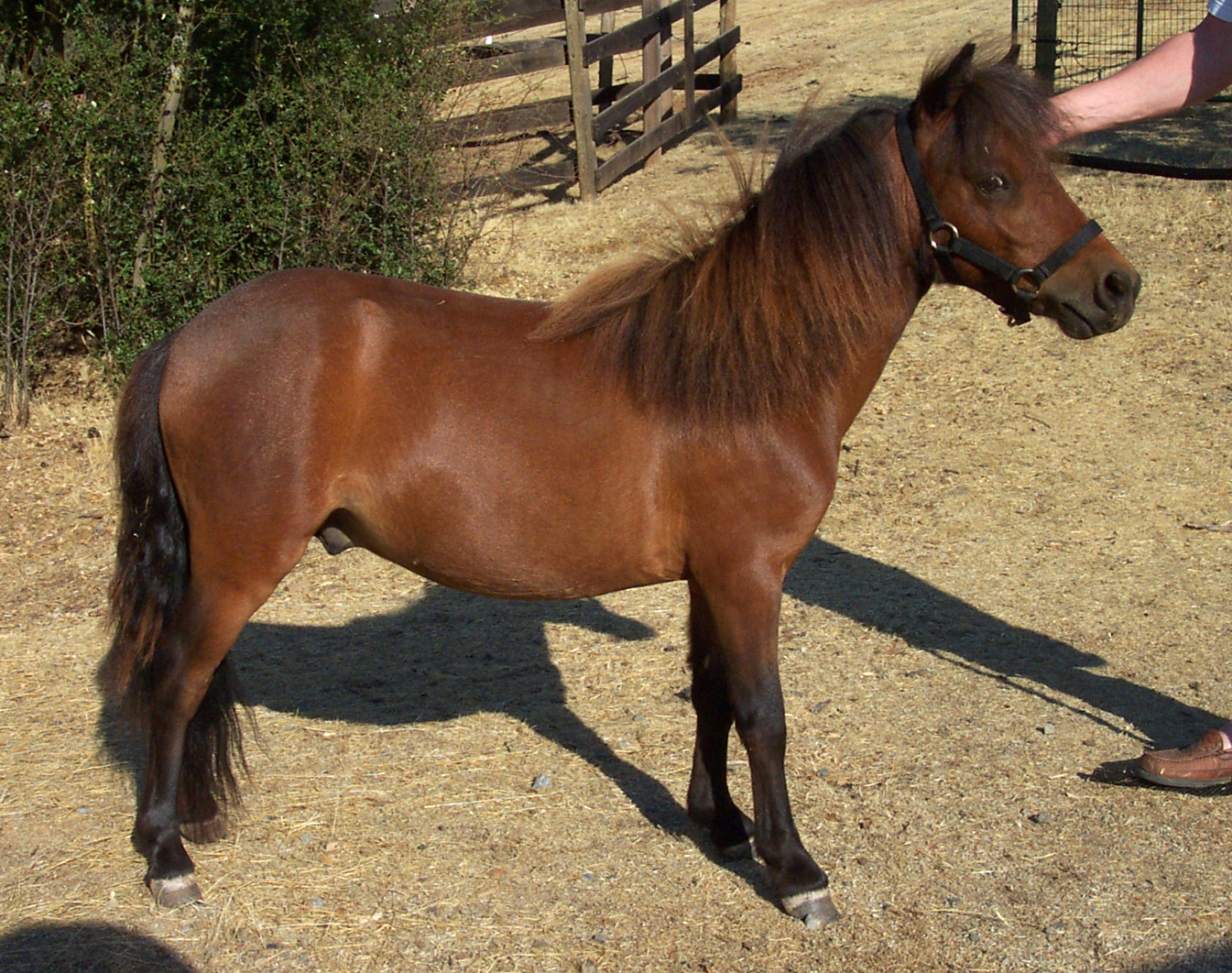
Falabellamischling
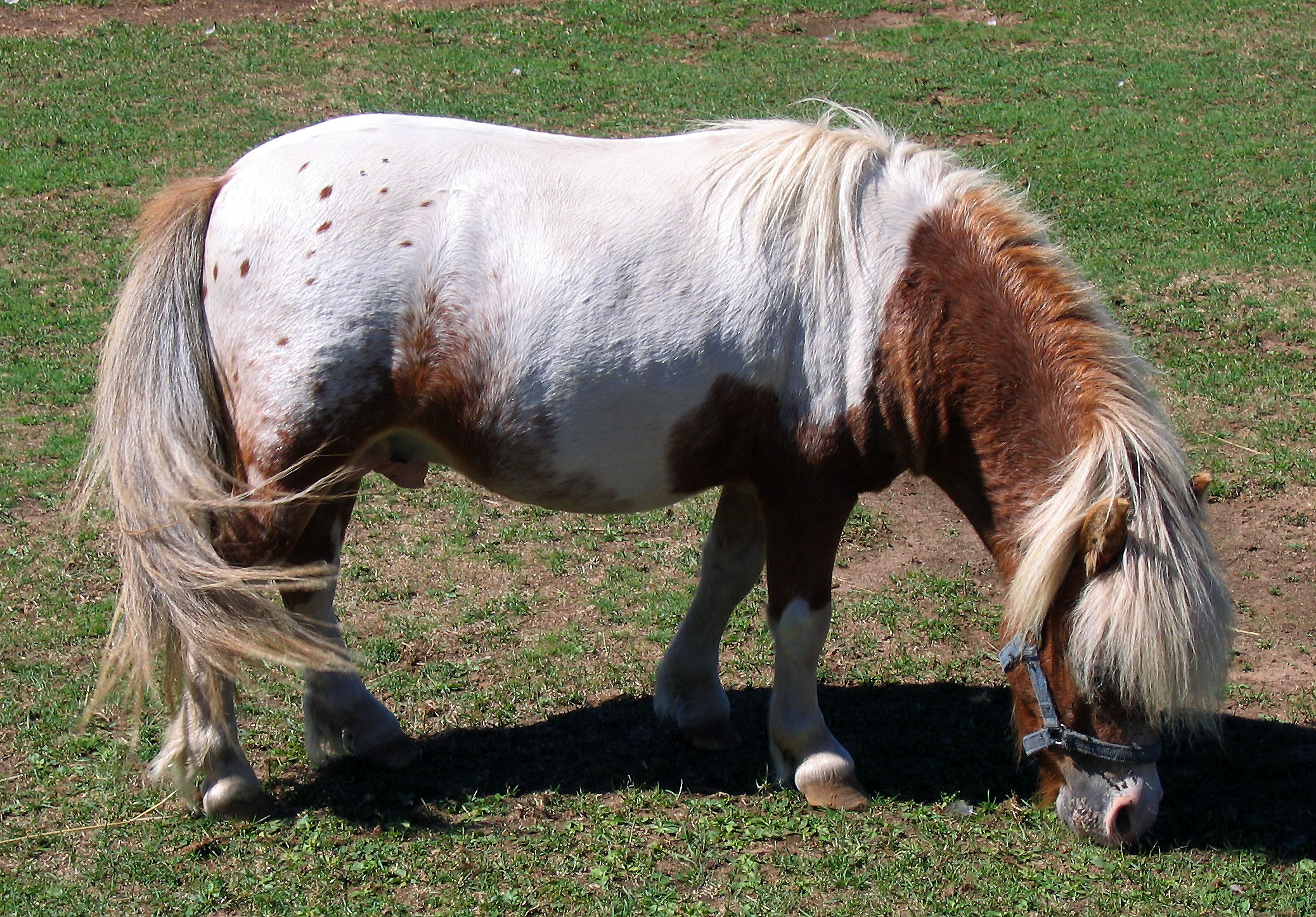
Miniature Horse
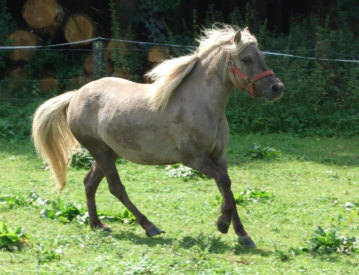
Deutsches Classic-Pony
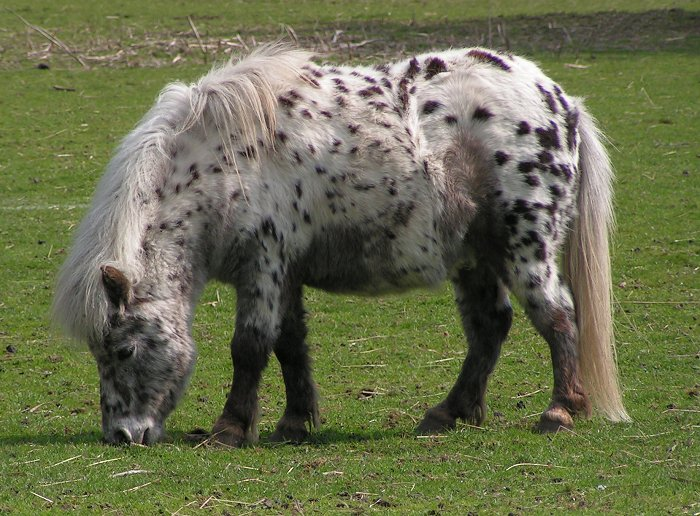
Deutsches Partbred-Shetlandpony
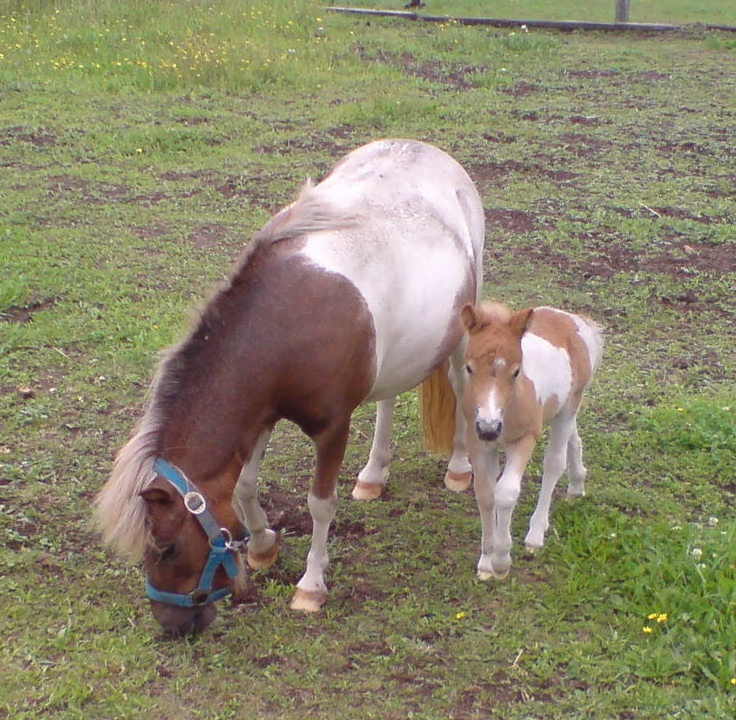
Minishetlandpony